# Nohra (Bleicherode)

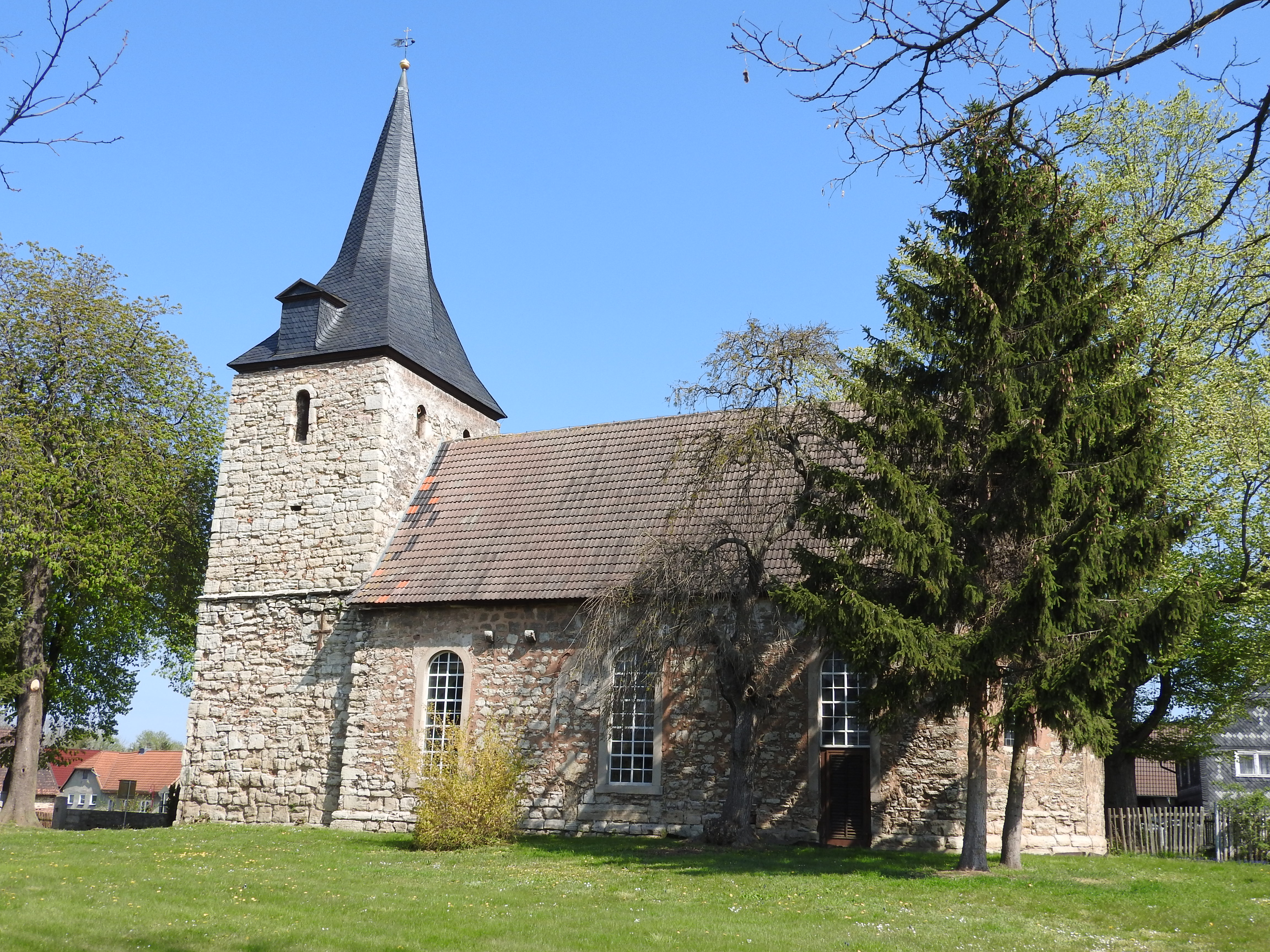
St. Johannis Kirche in Nohra

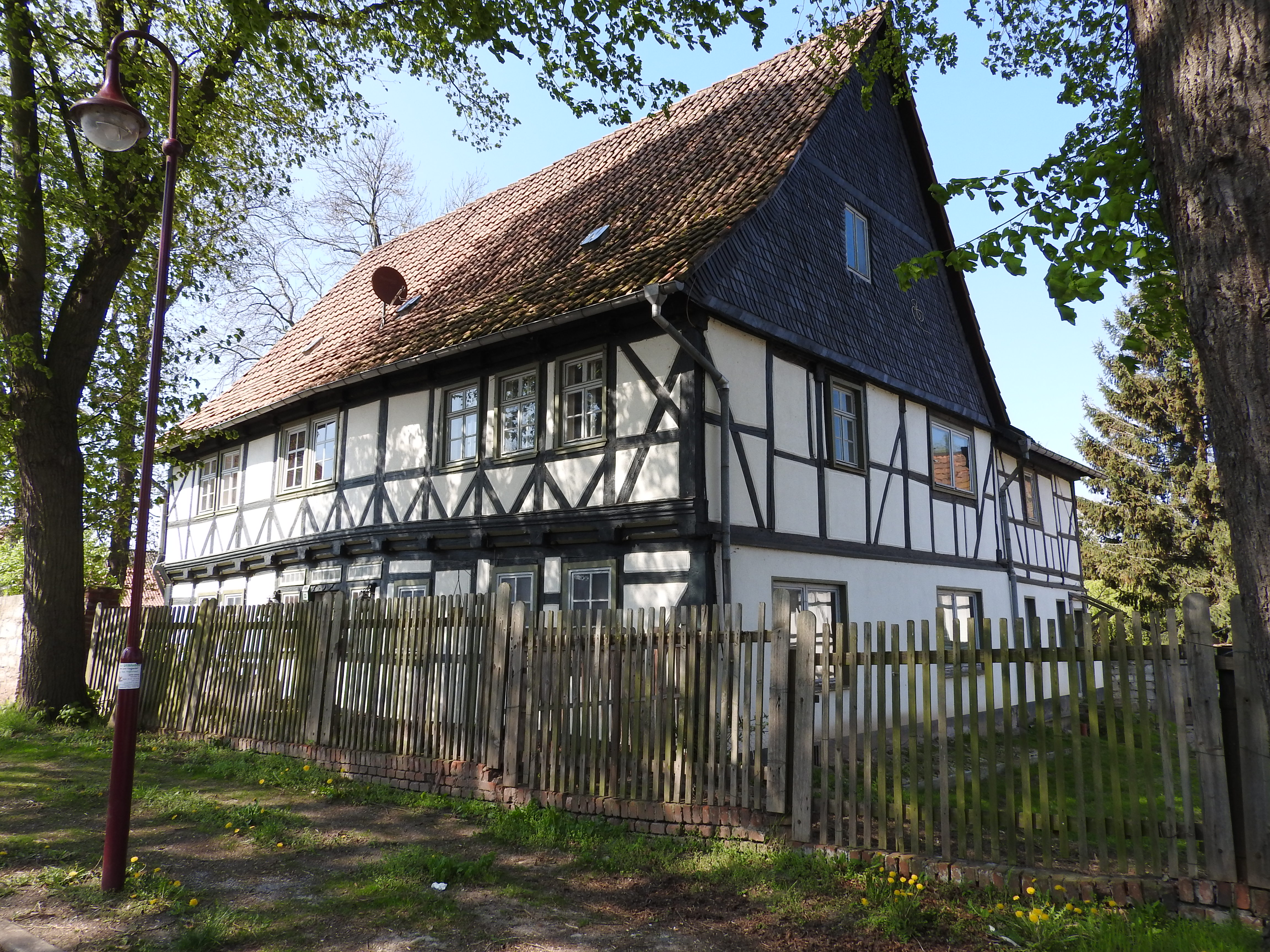
Fachwerkhaus in Nohra

Nohra ist ein Ortsteil der Stadt und Landgemeinde Bleicherode im Landkreis Nordhausen in Thüringen.

## Geographie

### Lage
Nohra liegt im Tal der Wipper zwischen den Ortsteilen Wolkramshausen im Osten und Pustleben im Westen. Südwestlich liegt die Hainleite. An der nördlichen Bebauungsgrenze mündet der Mühlgraben in die Wipper.

### Gliederung
Zum Ortsteil gehören außer dem namensgebenden Ort Nohra die Weiler Hünstein im Osten und Kinderode im Westen.

### Nachbarorte
|            | Mörbach                                     | Wollersleben   |
| Wipperdorf | Kompassrose, die auf Nachbargemeinden zeigt | Wolkramshausen |
| Großlohra  | Hainrode                                    | Wernrode       |

## Geschichte
Nohra wurde 1169 erstmals urkundlich erwähnt. Frühere Nennungen wurden als Fälschungen identifiziert.
Die Saalkirche wurde im 13. Jahrhundert erbaut.
Am 1. Juli 1950 wurden die bis dahin eigenständigen Gemeinden Mörbach und Wollersleben eingemeindet.
Am 1. Januar 2019 schlossen sich die Gemeinden Nohra, Friedrichsthal, Kleinbodungen, Kraja, Hainrode, Etzelsrode, Wipperdorf und Wolkramshausen sowie die Stadt Bleicherode zur neuen Stadt und Landgemeinde Bleicherode zusammen. Die Gemeinde Nohra gehörte zuvor der Verwaltungsgemeinschaft Hainleite an.

## Ortsbürgermeister
Seit der Kommunalwahl 2024 ist Tobias Grimm von der Wählergemeinschaft Hainleite/Wipper Ortsbürgermeister von Nohra. Er setzte sich mit 92,3 Prozent der Stimmen gegen Markus Enders von der FDP durch.

## Wirtschaft und Infrastruktur

### Verkehrsanbindung
Nohra liegt an der Landstraße 1034, die in Ost-West-Richtung durch den Ort führt. Außerdem beginnt die Landstraße 2081 nach Großlohra im Ort. Die  Bundesautobahn 38 verläuft nordwestlich des Orts, die nächste Auffahrt bei Bleicherode liegt jedoch knapp 9 km Fahrtstrecke entfernt.
Die Bahnstrecke Halle–Hann. Münden verläuft nördlich des Orts. Der Haltepunkt Nohra (Wipper) liegt etwa 600 m außerhalb des Orts.
Der 75 km entfernte Flughafen Erfurt ist der nächste Verkehrsflughafen.

### Bildung
Es gibt einen Kindergarten „Zwergenstübchen“ sowie die Staatliche Grundschule Nohra.

## Vereine
- Förderverein der Freiwilligen Feuerwehr Nohra/Wipper e. V.
- Freunde und Förderer des Freibades Nohra/Hünstein e. V.
- SV Friesen 1893 e. V.

## Persönlichkeiten
- Kurt Reiprich (1934–2012), Philosoph und Hochschullehrer, wuchs hier nach seiner Vertreibung aus Reichenberg auf